# Interscope Records
Interscope Records je americké hudební vydavatelství, které spadá pod společnost Interscope-Geffen-A&M, která zase spadá pod Universal Music Group. Pod samotné vydavatelství Interscope Records spadá celá řada menších, většinou nezávislých hudebních vydavatelství. Vydavatelství založili v roce 1991 Jimmy Iovine a Ted Field s finanční podporou Atlantic Records.